# تپه قادلی نامراسن
تپه قادلی نامراسن مربوط به دوران‌های تاریخی پس از اسلام است و در شهرستان تاکستان، کیلومتر۴ جاده آغچه‌کند به قره کوسلر واقع شده و این اثر در تاریخ ۲۵ اسفند ۱۳۷۸ با شمارهٔ ثبت ۲۶۷۱ به‌عنوان یکی از آثار ملی ایران به ثبت رسیده است.